# Markuskirche (Althengstett)

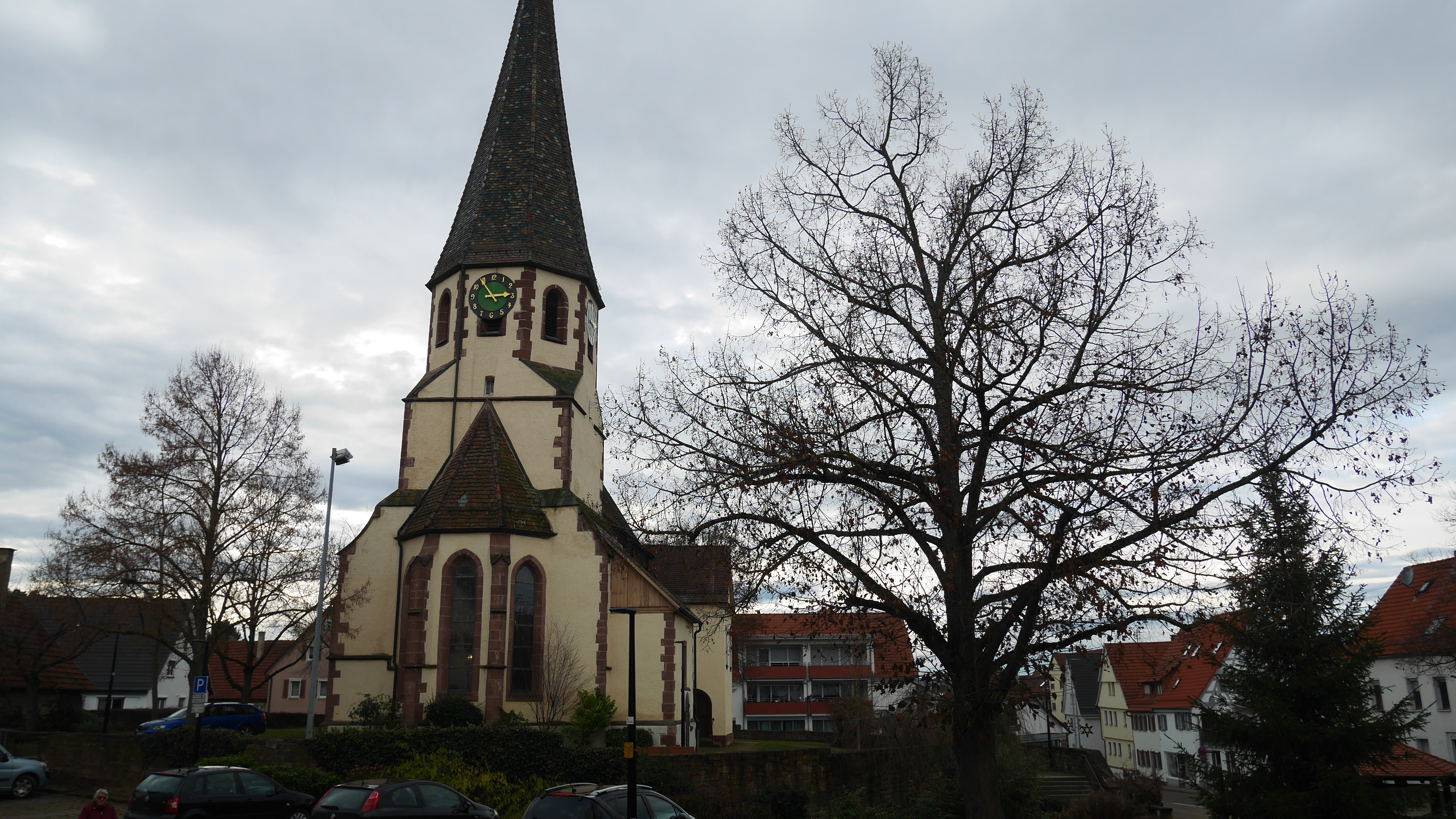
Markuskirche in Althengstett

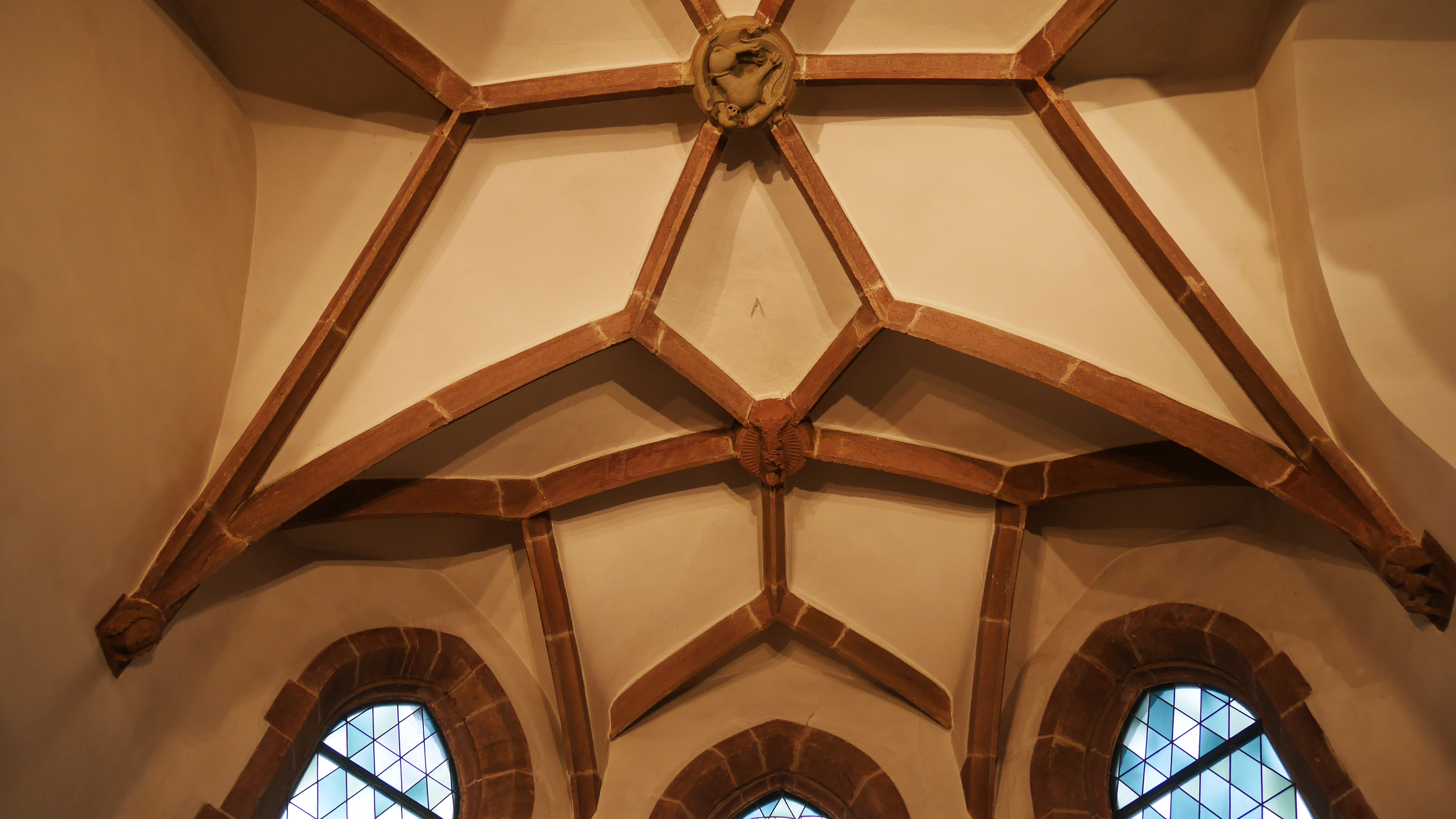
Chorgewölbe

Die Markuskirche ist ein geschütztes Kulturdenkmal nach dem Denkmalschutzgesetz in Althengstett, einer Gemeinde im Landkreis Calw in Baden-Württemberg. Sie gehört zum Kirchenbezirk Calw-Nagold der Evangelischen Landeskirche in Württemberg.

## Beschreibung
Die Saalkirche besteht aus einem spätgotischen Langhaus und einem mittelalterlichen Chorturm auf quadratischem Grundriss im Osten, an dessen Ostwand sich eine dreiseitig geschlossene Apsis anschmiegt, die von Strebepfeilern gestützt wird. Im 18. Jahrhundert wurden an der Nordseite des Langhauses zwei Anbauten angefügt, im östlichen befindet sich die Sakristei. Die quadratischen Geschosse des Chorturms wurden mit einem achteckigen Geschoss aufgestockt, das die Turmuhr und den Glockenstuhl beherbergt, und mit einem spitzen Helm bedeckt. 
Der im 18. Jahrhundert veränderte Innenraum des Langhauses war ursprünglich mit einer Flachdecke überspannt. Vor der Nordwand befindet sich eine Empore. Das Gewölbe besitzt auf Konsolen ruhende Rippen. Auf einem der Schlusssteine ist eine Mondsichelmadonna dargestellt. Vor dem Chorbogen befindet sich im Langhaus die Kanzel.
Seit dem 1. Januar 2024 gehört die Markuskirche zur Evangelischen Kirchengemeinde im Heckengäu, die durch die Fusion der Kirchengemeinden Althengstett, Neuhengstett-Ottenbronn, Ostelsheim und Simmozheim entstand.